# Joaquim Folch i Torres
Joaquim Folch i Torres (Barcelona, 15 de setembre de 1886 - Badalona, 7 de novembre de 1963) fou museòleg, historiador i crític d'art. Des de la seva responsabilitat al davant dels museus catalans, va salvar per dues vegades el patrimoni artístic català: primerament, amb la sortida del patrimoni romànic de les esglésies del Pirineu i, després, durant la guerra civil.
Dels seus escrits destaquen tant la creació i direcció de la «Pàgina Artística» de La Veu de Catalunya (1907-1920; 1927-1930), que tanta influència exercí en l'orientació estètica del Noucentisme, com la memorable revista Gaseta de les Arts (1924-1930), que mostra el seu perfil com a historiador de l'art i, finalment, l'eina científica i de divulgació dels museus d'art: el Butlletí dels Museus d'Art de Barcelona (1931-1937). Cal afegir, en aquesta línia, les col·laboracions als anuaris de l'IEC i les de la revista Destino (1952-1963). Publicà diversos estudis i monografies sobre l'art i els artistes, així com una novel·la de joventut, La rulota, que signà amb el pseudònim Flama i un recull de poesia. Deixà, inèdita, una ambiciosa Història de la pintura catalana del segle XIX.
Fou director general dels Museus d'Art de Catalunya (1920-1939) i secretari de la Junta de Museus, una responsabilitat des d'on va fer viable l'arrencament de les pintures murals romàniques del Pirineu, pilars de les actuals col·leccions del MNAC, o la constitució de les col·leccions que integren el Museu de Ceràmica. Amb la dictadura de Primo de Rivera és destituït del seu càrrec de funcionari municipal i restituït el 1930.
Va liderar amb tenacitat la preservació del patrimoni català en els moments difícils de la Guerra Civil, custodiant-lo lluny de les zones de conflicte (Olot, París, Maisons-Laffitte). Per aquesta activitat, l'any 1939 va ser condemnat pel Tribunal de Depuració de Funcionaris Municipals a 12 anys i un dia de reclusió temporal, pel delicte «de auxilio a la rebelión armada».
Fou el germà petit de la nissaga dels Folch i Torres, destacats catalanistes amb presència de tots els seus membres dins la intel·lectualitat catalana de començaments del segle xx.

## Biografia

### Entorn familiar
Va néixer el 15 de setembre de 1886 al si d'una família catalanista el mateix any que Almirall publicava "Lo Catalanisme". Era el més petit dels sis fills que va tenir el matrimoni entre el dissenyador de mobles Lluís Folch i Brossa, natural de Barcelona, i Lluïsa Torres, de Maçanet de la Selva.

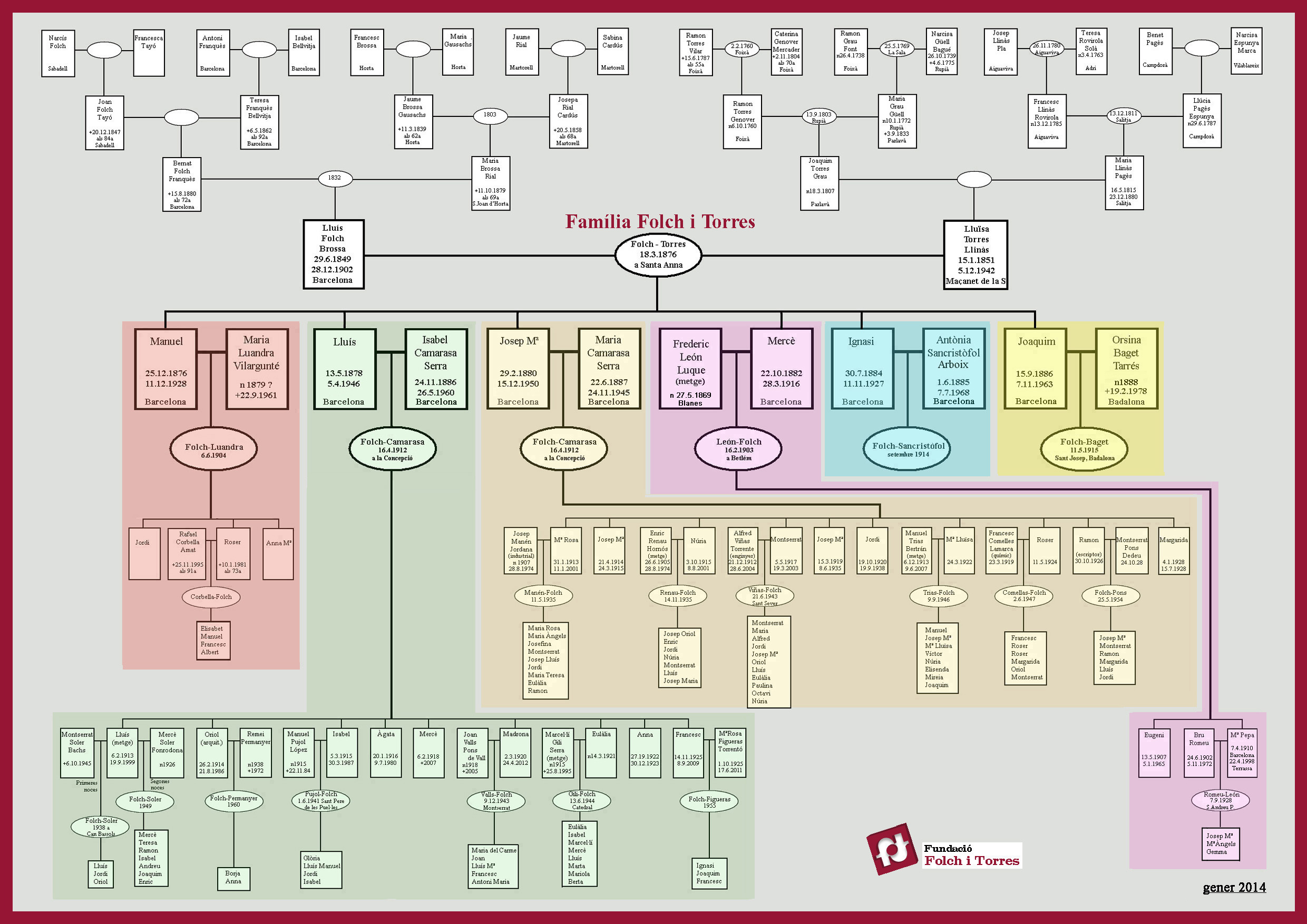
Arbre genealògic de la família Folch i Torres

El seu pare era la tercera generació d'ebenistes, una professió que no va seguir cap dels seus fills. Complementava la seva professió, amb l'afecció per la literatura i era un catalanista practicant. Estava afiliat a l'associació "Jove Catalunya" fundada, entre d'altres, per Àngel Guimerà a qui va anar a veure a l'Ateneu Barcelonès en el seu discurs inaugural com a president, acompanyat dels seus tres fills grans: Manuel, Lluís i Josep Maria. El Lluís Folch pare utilitzava la seva botiga de mobles del carrer Santa Anna de Barcelona per a exposar quadres i objectes d'art els diumenges; era un lloc freqüentat per artistes com l'escultor Clarasó o el pintor Martí Alsina.
Va voler inculcar en els seus fills l'esperit de la Renaixença que es vivia a la darreria del segle xix. Però una llarga malaltia i la seva mort prematura, ho va impedir. Les dificultats econòmiques familiars van obligar els fills a bescanviar, des de molt joves, els estudis per una feina que aportessin recursos familiars. Només el germà gran, Manuel, va acabar els estudis de dret quan ja tenia quaranta anys i era pare de família.

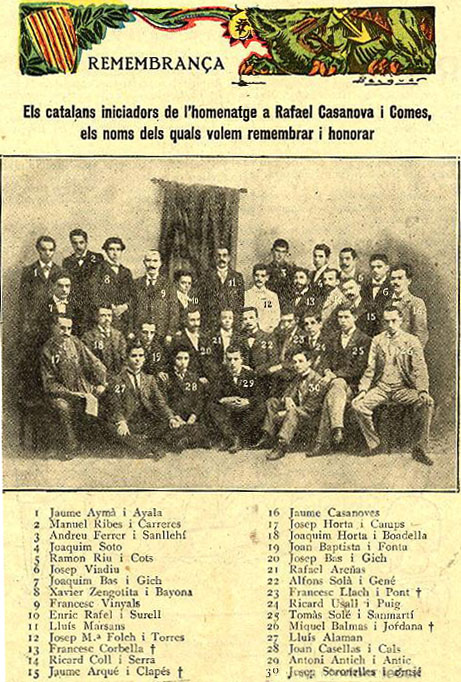
Els trenta catalanistes detinguts per homenatjar Rafael Casanova el 1901

Aquestes dificultats varen encoratjar els germans Folch i Torres a desplegar el seu talent natural i la seva laboriositat, amb un treball constant, infatigable i diversificat. Manuel (1877-1928), dedicat al periodisme, la docència, poeta Mestre en Gai Saber i, més tard, a l'advocacia. Lluís (1879-1946) fou crític d'art i pedagog dedicat a rehabilitar menors delinqüents i ensenyar infants disminuïts; va ser professor d'Estètica i d'Història de les Belles Arts a l'escola de la Llotja quan el seu germà Joaquim va estar estudiant. Josep Maria (1880 – 1950) va ser el gran escriptor per al públic infantil i juvenil, prolífic en prosa i teatre. Ignasi (1883 - 1927) es va dedicar a la divulgació de la cultura musical. Manuel, Lluís i Ignasi se'ls troba col·laborant amb La Veu de Catalunya, Cu-Cut i Editorial Catalana respectivament, publicacions relacionades amb la Lliga Regionalista de la qual també va ser membre en Joaquim qui va desplegar el seu perfil professional amb una implicació entusiasta amb la Mancomunitat i, posteriorment, col·laborant amb Francesc Cambó. Els cinc germans tenien una germana, Mercè, nascuda el 1882 la qual va morir el 1915.
Els Folch i Torres havien heretat del seu pare l'orientació nacionalista, especialment en Josep Maria, qui va ser detingut amb altres companys la vigília de l'11 de setembre de 1901, quan anaven a dipositar una corona de llorer al peu del monument de Rafael Casanova, fet que va suposar l'inici de la tradició en aquesta Diada.

### Primers estudis i joventut
Joaquim Folch i Torres va estudiar a l'Escola Superior d'Arts i Indústries i Belles Arts de Barcelona entre 1905-1910 amb professors com Josep Pascó, Leopoldo Soler y Pérez, director de la institució i José Ruiz Blasco, pare de Picasso.
Josep Pascó el va familiaritzar amb l'art tèxtil i en l'estudi d'aquesta especialitat a través de la seva col·lecció, fet que li va significar conèixer les poques biblioteques públiques existents a Barcelona.
En aquella època, a falta d'una universitat específica, els historiadors es formaven en aquesta escola, a l'Escola d'Arquitectura o als seminaris. Però, en crear-se els Estudis Universitaris Catalans, sorgits a conseqüència del Primer Congrés Universitari Català, Joaquim Folch va passar a integrar-s'hi quan, el 1905, es creà la càtedra d'Història de l'Art Català impartida per Josep Puig i Cadafalch. Puig, arquitecte, historiador i futur President de la Mancomunitat, de seguida va comptar amb ell com a col·laborador per a la seva obra «L'Arquitectura Romànica de Catalunya», un fet cabdal en la seva orientació professional. Folch faria servir posteriorment les tesis defensades per Puig per establir la periodització de les obres que integraven el Museu d'Art i Arqueologia de Barcelona, tant en la museografia que aplicà el 1924, com, en la de 1934 un cop traslladat el Palau de la Ciutadella.
Mentre estudiava, i de forma circumstancial per ajudar econòmicament la família després de la mort del seu pare, va fer treballs de dibuixant a la Casa Ballarín amb tan sols disset anys.
Però la seva primera activitat professional cal situar-la l'any 1907, quan va començar a treballar a la secció d'art de La Veu de Catalunya, un dels diaris més importants del moment.
És en aquesta època quan es vincula políticament a les Joventuts Nacionalistes de la Lliga, establint-se una recíproca amistat amb Enric Prat de la Riba.
Literàriament, va fer un acostament a la poesia que li va permetre guanyar alguns premis als Jocs Florals. El 1908, va guanyar la Flor Natural als Jocs Florals de Badalona i va elegir com a "Reina de la Festa" a una jove Orsina Baget i Terrés, amb qui es casaria anys més tard. El 1910 va obtenir un accèssit als Jocs Florals de Barcelona en una edició que va guanyar Josep Carner. El poema de Folch era "Paraules del Poeta Ciutadà", un títol força associat amb l'ideari noucentista en el qual s'estava incorporant Folch, especialment després de la seva participació activa en el "Congrés del Govern Municipal", organitzat des de les files de la Lliga Regionalista de Prat de la Riba.
El 1912 va guanyar una oposició com a auxiliar tècnic de la Biblioteca dels Museus i, el 1913, va obtenir una beca de la Junta per a l'Ampliació d'Estudis i Investigacions Científiques del ministeri d'Instrucció Pública i Belles Arts. Gràcies a això va poder emprendre un viatge de sis mesos visitant museus, col·leccions tèxtils i institucions europees a Lió, París, Colònia, Bruges, Budapest, Brussel·les, Londres, Krefeld, Viena, Nuremberg i Berlín. Durant el seu viatge va enviant cròniques que es publiquen a la «Pàgina Artística» de La Veu. Aquesta experiència li permet desenvolupar una idea clara del que havia de ser l'organització d'institucions artístiques i museístiques, un actiu de gran interès en l'ideari del president de la Mancomunitat.
El viatge incorporava la missió específica de conèixer els models de gestió de les escoles d'art. Es tractava d'un encàrrec directe de Prat de la Riba o Puig i Cadafalch que ja tenien previst desenvolupar una escola superior i una política de museus. Folch s'hi va interessar pel model del Royal College of Art de Londres, on es va entrevistar amb el seu director, Mr. Spencer.

### Matrimoni

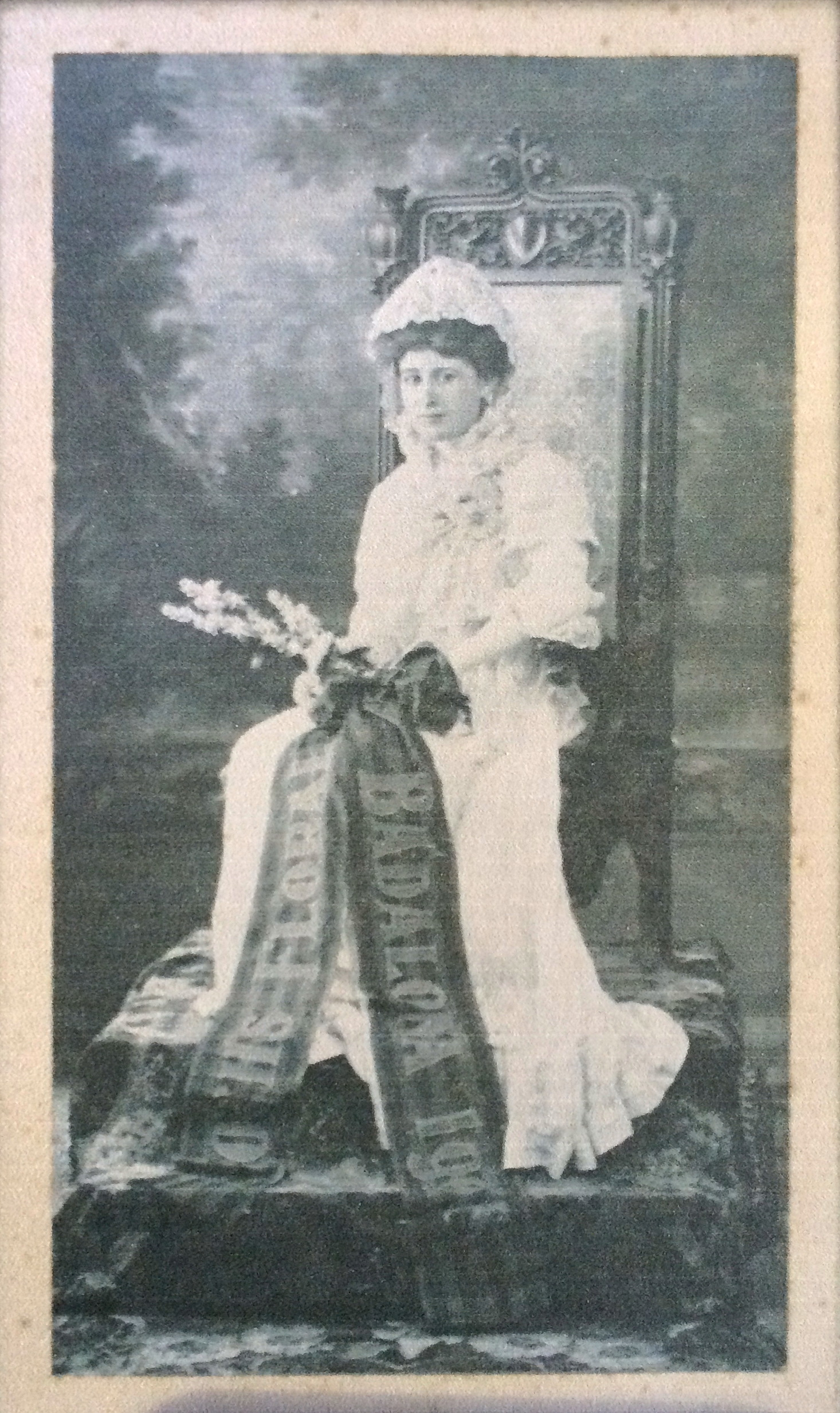
Orsina Baget als Jocs Florals de Badalona de 1908

Joaquim Folch i Torres es va casar l'11 de maig de 1915 a l'església de Sant Josep de Badalona amb Orsina Baget, una badalonina que havia estat educada en un entorn culte i amb gran afecció per la música.
El matrimoni aprofitava els viatges professionals que van fer per Europa per anar creant una interessant col·lecció d'instruments musicals fruit de l'afecció musical d'Orsina. El 1934 Orsina va cedir en dipòsit a la Junta de Museus de Barcelona la seva col·lecció de més de cent instruments de música antics. S'havia d'instal·lar al Palauet Albéniz, però l'inici de la guerra de 1936 va frustrar el projecte fins al 1946, que s'inaugurà el Museu de la Música, a l'Escola Municipal de Música, al carrer Bruc de Barcelona.
La parella no va tenir fills i sempre van mantenir una bona relació familiar amb germans i nebots, especialment amb el seu germà Ignasi qui vivia a Premià de Mar, prop d'«El Greny», la casa d'aire noucentista que Joaquim i Orsina s'havien construït a la part alta del municipi. A més d'aquesta casa, en tenien residència també a Badalona, Barcelona, «El Gavià» a l'Escala construït el 1951.
El 1918 fou nomenat director de la Secció d'Art Medieval i Modern del Museu de Barcelona i, dos anys després, accedí al càrrec de director dels museus d'Art i Arqueologia i secretari de la Junta de Museus.
El 1926, amb la dictadura de Primo de Rivera, va ser separat de la direcció dels museus de Barcelona, una responsabilitat que recuperarà el 1930.
El 1936 va ser nomenat fill adoptiu de la vila de Sitges, una distinció que no va ser atorgada per la interferència de la guerra civil. L'any 2010, el plenari de l'ajuntament de Sitges va aprovar per unanimitat el nomenament que havia quedat ajornat.
Quan va començar la guerra civil espanyola, va tenir un paper clau en el salvament del patrimoni artístic entre 1936 i 1939. Quan va tornar de França, va ser apartat del seu càrrec, li van fer un judici sumaríssim per "auxili a la rebel·lió militar" i va ser deportat a Valladolid. En tornar a Barcelona, no se li permet la reincorporació com a funcionari i se l'obliga a una jubilació forçosa. Durant l'estada a Valladolid va fer tasques d'investigació sobre l'escultura barroca del Museu d'Escultura Espanyol, especialment de la figura de l'escultor del segle xvii Gregorio Fernández, de qui va escriure algun treball a la revista Destino on va col·laborar entre els anys 1952 i 1963.
Els darrers anys de la seva vida fou membre de l'Institut d'Estudis Catalans, des de 1942, i també de la Reial Acadèmia Catalana de Belles Arts de Sant Jordi, des de 1959, on va accedir en qualitat d'acadèmic de número ocupant el lloc vacant de Lluís Plandiura. El seu discurs d'ingrés a la institució va versar sobre «Fortuny i Barcelona».
Va morir a Badalona el 7 de novembre de 1963.

## Activitat professional
El seu interès per l'art abastava totes les facetes. De molt jovenet ja feia dibuixos i il·lustracions, algunes utilitzades per a decorar la coberta dels primers llibres del seu germà Josep Maria o com a col·laboració del conegut Almanach dels Noucentistes de 1911. També va fer alguna pintura a l'oli, però aviat es va orientar cap a la història i la teoria de l'art més que a la seva pràctica.

### Crític d'art de perfil noucentista
El 1907 va entrar a treballar a La Veu de Catalunya, el gresol on es gestava el moviment noucentista en el qual Folch s'incorporaria com a projecte cultural i polític, pilar de la futura Mancomunitat de Catalunya. A la Veu de Catalunya va entrar a col·laborar amb Raimon Casellas, l'autor d'Els sots feréstecs, un escriptor de referència i un expert de la poc coneguda història de l'art català. El 1909 junts van crear la «Pàgina Artística», des d'on van exercir la crítica d'art. De Casellas va aprendre molt, i quan aquest es va suïcidar el 1910, Folch va passar a ocupar el seu lloc al capdavant de la secció d'art de La Veu, sovint signant amb el pseudònim de Flama. Des d'aquesta plataforma va ser dels primers a fer servir el terme Noucentisme encunyat per Eugeni d'Ors, participant de la mateixa definició del moviment cultural renovador quan encara no responia a una posició concreta i limitada.
Folch va ser l'orientador de l'ideal estètic noucentista, va defensar sobretot les pintures murals, com les que portava a terme Torres-García, l'art de jardí, l'escultura pública i els oficis d'art sota el concepte de "bellesa pública", que tenia l'equivalència en el "civilitat" defensat per d'Ors, i a la vegada mantingué el compromís amb la majoria de les iniciatives culturals en el si del catalanisme. De fet, va fer servir la «Pàgina Artística» per difondre l'ideari noucentista i fer costat als artistes del grup Les Arts i els Artistes.
Joaquim Folch i Torres va desenvolupar la concepció d'un «corrent arquitectònic propi» mitjançant de la valoració de l'arquitectura vernacla; segons ell: «[L'arquitectura popular és] l'afirmació dels mateixos elements vius, fills de la terra, creients en les tradicions populars, relacionats amb tots els fets i elements naturals que tenen relació amb les formes d'art, que una cultura els treu de la seva esfera humil i els eleva a obra d'art». El 1914, va participar difonent les recerques de l'arquitectura popular com a trets definidors d'un art nacional a L'Union des Nationalités de París, organització creada el 1912 per un grup de francòfils lliberals per tal de recollir i exposar la informació sobre els moviments nacionals.
Aquell mateix any 1914 va dissenyar, junt amb Francesc Galí, el pla d'estudis de l'Escola Superior dels Bells Oficis que guardava un clar paral·lelisme amb el model anglès del Royal College of Art. Similars especialitats, concepte d'escola superior que obligava a tenir batxillerat i saber un idioma estranger i la combinació de matèries humanístiques junt amb les tècniques. Galí seria el seu primer director i, des de novembre de 1916, Folch va compatibilitzar les seves funcions amb les de professor d'Història general de l'Art.
La tasca de difusió de l'art, tant antic com contemporani, el va portar a co-dirigir i, poc després, dirigir la revista d'art Vell i Nou (1915).
La seva figura esdevé referent en temes artístics i apareix sovint com a membre del jurat en els concursos de cartells que organitzaven empreses com la licorera Barbier, les xocolates de la Casa Amatller, o entitats com el Laboratori Provincial d'Higiene de Barcelona, en una campanya contra les mosques.

### Biblioteca dels museus
Joaquim Folch i Torres va opositar a una plaça d'auxiliar tècnic de biblioteca del Museu d'Art i Arqueologia de Barcelona el 1912. A les oposicions va presentar una memòria on proposava una revisió del concepte de biblioteca com un "aplech de llibres solsament" per convertir-lo en un instrument actiu i útil a l'estudi. Folch manifestava una influència dels seus mestres Pascó i Puig i Cadafalch, però també recollia idees de biblioteques franceses i britàniques. Incorporava la biblioteca a les funcions formatives, com un recurs clau de l'ensenyament; igualment, entenia que havia d'estar a l'abast d'artistes i estudiosos com a part de la seva sala de treball, estudi, taller o laboratori.
La precarietat de recursos i fons de les biblioteques i museus, sense pràcticament estudis històrics o artístics propis, havia estat denunciat per Puig i Cadafalch i era motiu de preocupació. Folch proposava unificar esforços unificant els dos serveis culturals. Suggeria la incorporació de fotografies, dibuixos i gràfics al fons de les biblioteques, a fi de crear un conjunt amb l'obra escrita.
Quan va començar a treballar alternava les tasques de bibliotecari amb altres del museu fins que Emili Cabot va demanar a la junta que es dediqués a "la classificació i instal·lació de la col·lecció de teixits dels museus".

### Junta de Museus
Des del seu començament com a tècnic el 1912 va anar progressant dins una institució que estava en ple desenvolupament fins a arribar a ser el responsable d'art medieval i modern. Des d'aquesta posició va proposar a la comissió un viatge d'exploració i compres directes d'objectes interessants, una pràctica que estaven aplicant els antiquaris i que Josep Pijoan, impulsor de la Junta de Museus, també havia emprat per aconseguir les primeres peces del Museu de Barcelona. Se'n va anar cap a la Seu d'Urgell, acompanyat d'un fotògraf i amb una carta de recomanació de la infanta Isabel per al cardenal Belloch, bisbe de la Seu i copríncep d'Andorra.
En paral·lel va lluitar per aconseguir la col·lecció tèxtil del seu mestre Josep Pascó, considerada una de les millors i que, després de la mort el 1910 del seu propietari corria perill de ser venuda a Europa. Folch va iniciar una campanya de captació de fons entre diferents institucions i particulars. La incorporació de la col·lecció el 1915, junt amb el fons museístic del museu, van propiciar una remodelació de la secció tèxtil dirigida per Folch.
A la tornada de les primeres expedicions es va organitzar una exposició de les adquisicions fetes, en el museu d'Art i Arqueologia de Barcelona instal·lat a l'antic arsenal de la Ciutadella des del 7 de novembre de 1915. Folch valora aquesta instal·lació a la Pàgina Artística de la Veu de Catalunya com la materialització de la vocació de la Junta de Museus de constituir "un Museu Nacional, el Museu de Catalunya, és a dir, el sagrari on es guarden les relíquies del nostre passat".

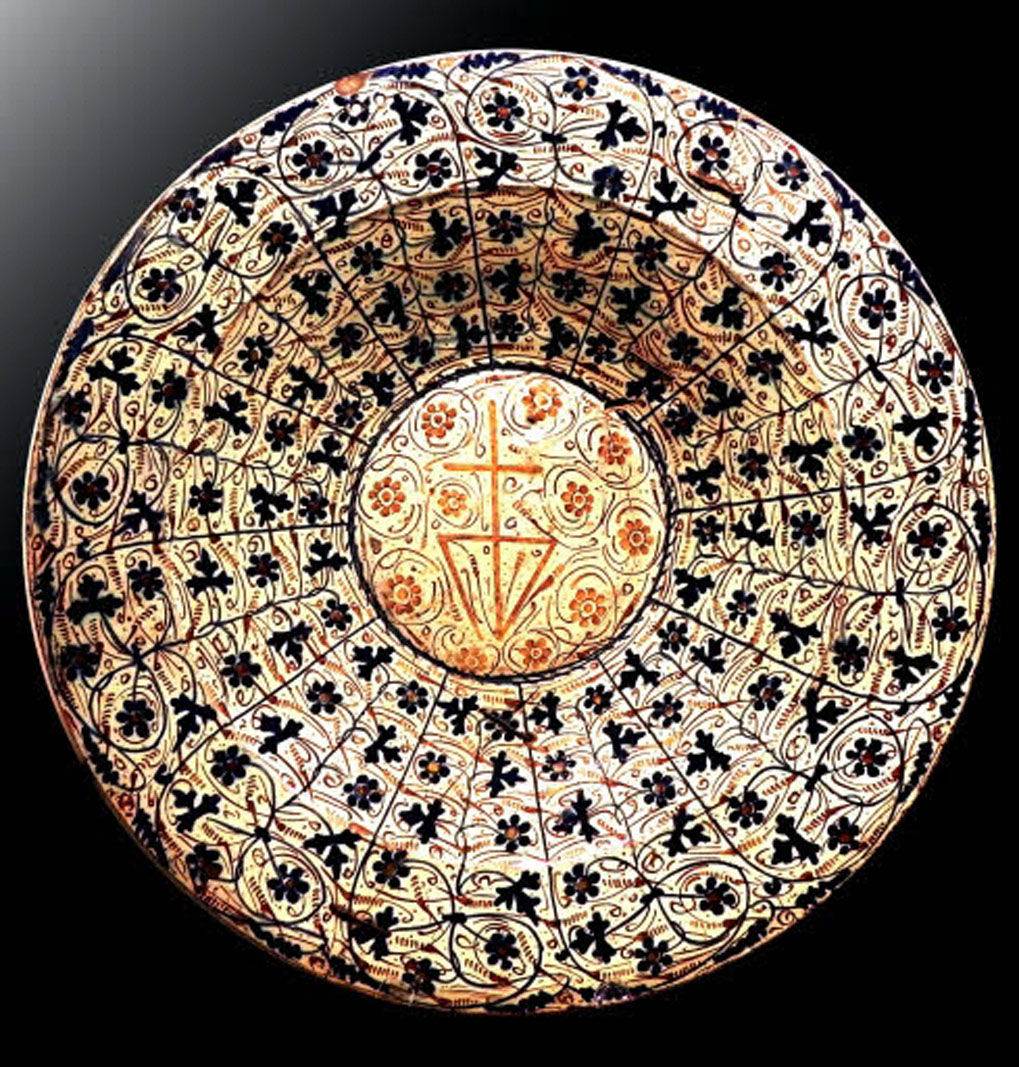
Plat de reflex daurat de la sèrie blava, amb decoració de «full de julivert» (Museu de Ceràmica de Barcelona)

Sota la seva responsabilitat, es va produir un gir en la concepció museística d'un museu passiu, merament receptor del que s'hi anava reunint, cap a una institució vertebrada al voltant de l'estudi i la investigació, dinàmica i ambiciosa; el veritable gran museu d'art propi d'un país que s'anava retrobant.
En aquesta línia destaca la decisió d'adquirir la ceràmica de Paterna. Es tractava de les troballes d'unes excavacions de 1908 en un indret conegut com «El Testar» que havia estat un centre de producció de ceràmica i en el que s'hi trobaven una quantitat ingent de restes de peces. L'anàlisi d'aquests materials va permetre Joaquim Folch i Torres realitzar un destacat treball científic que situava la ceràmica de Paterna entre els segles XII i XIV, anterior a la ceràmica de València de reflex metàl·lic del segle xv que va gaudir d'un gran prestigi. La recerca d'en Folch, a més d'aportar uns fons únics de ceràmica moresca al Museu de Barcelona, establia un enllaç en la història d'aquella tècnica, entre l'art moresc occidental i l'oriental. Aquesta descoberta li va suposar la concessió del títol de Membre de l'«Institut Francès d'Estudis Musulmans del Caire».

#### El salvament de les pintures romàniques de la Vall de Boí

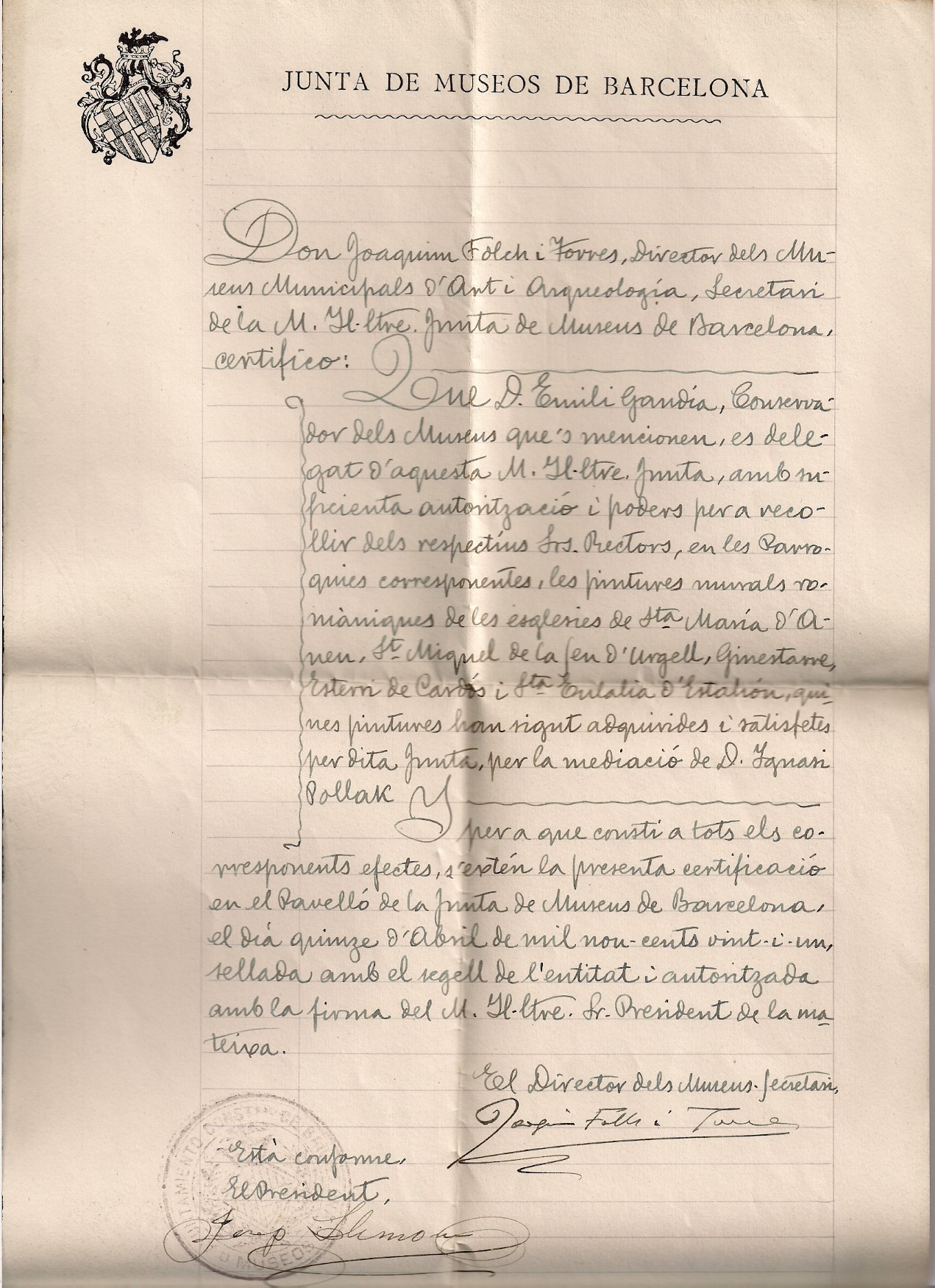
Autorització a Emili Gandia per recollir les pintures, on s'esmenta la intermediació de Pollak

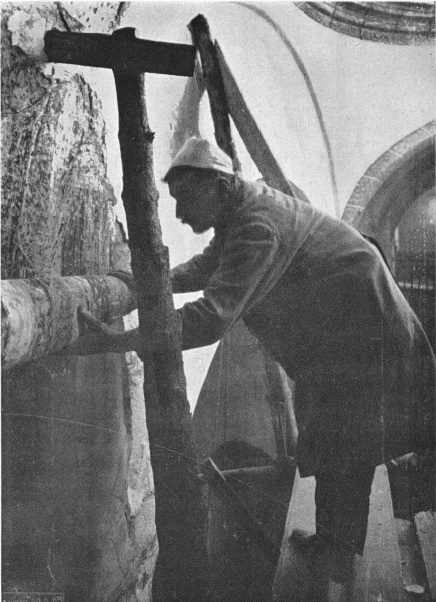
Arrancada de les pintures de Santa Maria de Taüll amb la tècnica de l'strappo

El 1918, l'antiquari Ignasi Pollak, que aparentment treballava per encàrrec del col·leccionista Lluís Plandiura, va començar a arrencar de forma privada algunes de les pintures murals dels Pirineus. El fet va ser descobert per Joan Vallhonrat i Sadurní, qui visitava la zona per realitzar reproduccions per un estudi encarregat per la Junta de Museus.
Per arrencar les pintures murals van contractar a una saga de restauradors italians, dirigits per Franco Steffanoni, de Bèrgam, Aquest fet va provocar tot un procés especulatiu sobre les restes romàniques del Pirineu, on antiquaris, capellans i marxants d'art començaren a buidar esglésies i a vendre murals, retaules i altres peces a col·leccionistes privats. No es va poder evitar que aquestes pintures fossin venudes al Museum of Fine Arts de Boston, als Estats Units.
Davant l'alt risc d'espoli, els responsables de l'Institut d'Estudis Catalans (IEC) i la Junta de Museus de Catalunya van reclamar a les autoritats de Madrid, que en tenien les competències, sense cap resultat. Folch es va posar en marxa per tal de seguir la mateixa tècnica que els col·leccionistes: comprar les pintures. Es va posar en contacte amb l'autoritat eclesiàstica per a evitar que es venguessin a qui les podia treure del territori, unes professionals que sovint eren acompanyats per càrrecs polítics locals, la qual cosa podia explicar el silenci oficial.

Folch, davant de la manca de pressupost per aquest projecte, va aconseguir un crèdit bancari, i va convèncer del pla la Junta de Museus, llevat del president de la Mancomunitat, en Puig i Cadafalch, que apel·lava a la "bona doctrina arqueològica" per a desaconsellar els arrancaments. Folch el va convèncer tot argumentant: 
| « | Considerant que, puix que els "arrencadors" encara són a Barcelona, tenim el deure d'aprofitar l'ocasió, i deixar per temps millors la bona doctrina arqueològica que vol que les coses restin en el lloc per al qual van ser fetes... | » |

Folch va negociar amb els mateixos tècnics italians que treballaven per Pollak i els va contractar per traslladar les pintures a Barcelona, recuperant així gran part de l'actual col·lecció del romànic. La tasca va durar uns tres anys. Durant aquests temps, foren la Junta de Museus i el mateix IEC els encarregats d'ampliar el fons del Museu. Més endavant se n'encarregarien la Mancomunitat de Catalunya i la Generalitat.

### Museu Nacional
Tot el treball realitzat per la creació d'un museu nacional es basava en la visió i tenaç insistència de Josep Pijoan qui ja des de 1906 havia defensat no sols la idea d'aplegar un corpus d'obres que estava en mans de particulars o fent-se malbé en algun magatzem oblidat, sinó en la incorporació del concepte "nacional" dins la seva denominació. Volia d'aquesta forma dotar del rang que corresponia al que havia nascut des de la base del museu d'art municipal de Barcelona.
El 1924 s'inauguraren les noves instal·lacions d'art medieval del museu, que esdevenen un referent per als principals especialistes mundials, que situaven el romànic català en posició capdavantera. El paper de Folch en aquesta operació va ser fonamental en tots els sentits: pel seu coneixement científic, per l'operació de salvament, i per la bona organització del museu que havia de custodiar aquells tresors.
Joaquim Folch i Torres amplia la visió més enllà de l'art medieval, cercant una concepció de museu global. Va iniciar una campanya perfectament organitzada per a revalorar els grans noms de la pintura vuitcentista catalana i va ser l'autor d'una monografia institucional sobre Ramon Martí i Alsina (1920). Una altra operació molt anomenada del mandat de Folch va ser l'adquisició, el 1922, mitjançant una subscripció popular i un esforç econòmic insòlit de les institucions, de La vicaria, l'obra emblemàtica de Marià Fortuny, situant-se al nivell del gran col·leccionisme internacional.

### Dictadura i República
Amb la dictadura de Primo de Rivera finalitzà la Mancomunitat de Catalunya i van ser destituïts molts dels seus líders i col·laboradors més destacats. El 27 d'octubre de 1926 Folch va ser separat de la direcció dels museus de Barcelona pel ple municipal de l'ajuntament primoriverista, argumentant que no era llicenciat superior. Era un dels últims alts càrrecs compromesos amb la política cultural de la Mancomunitat que encara no havia estat destituït.
Un cop fora de les seves responsabilitats al front del museu, disposava de més temps i li va permetre dedicar-se a la crítica, la divulgació artística i a l'assessoria de grans col·leccionistes, com Damià Mateu a qui ajuda en la seva col·lecció d'art xinès o com Francesc Cambó, per a qui dissenyà la col·lecció «Monumenta Cataloniae», en un període en què Cambó estava molt centrat en el mecenatge i compensava la davallada en investigació de l'Institut d'Estudis Catalans que passava per uns moments difícils. Folch va ser també el representant de Cambó per aconseguir obres d'art, com és el cas d'alguns dels Botticelli de la seva col·lecció.
En el vessant d'estudi i divulgació artística destaca la seva obra en dos volums «Resum de la història general de l'art» (1927-1928), un manual que va tenir en aquell moment una difusió important al país i que es va editar també en castellà (1928-1929). Des del 1924 dirigia la revista Gaseta de les Arts, destinada a la divulgació artística però en la qual es publicaren nombroses aportacions de primera mà.
El 10 d'abril de 1930, després de moltes reivindicacions d'entitats culturals i artístiques davant l'alcalde de Barcelona, el ple municipal de l'ajuntament a proposta del regidor Enric Maynés i Gaspar, el va restituir a la direcció dels museus. Puig i Cadafalch va publicar un article de reconeixement de la injustícia que s'havia fet amb Folch després de la tasca feta al capdavant de la institució.

### El Museu a Montjuïc
Quan Folch i Torres retornà a la direcció dels museus, s'inicia una nova etapa de la Junta orientada a ordenar i recuperar l'organització dels museus que havia estat abandonada durant la dictadura.
Havia finalitzat l'Exposició Universal de 1929 i es va abordar l'aprofitament del Palau Nacional per a allotjar definitivament el Museu d'Art de Catalunya com a gran museu d'art medieval de nivell mundial, instal·lat al Palau Nacional de Montjuïc i inaugurat el 1934, després d'una delicada tasca de trasllat dels murals.
La creació del «Pla de Museus» sota l'impuls del govern republicà va suposar la instal·lació de nous museus especialitzats, arqueologia, arts decoratives, arts plàstiques i, fins i tot, de col·leccionista, com el cas del Cau Ferrat.
Entre l'any 1931 i l'any 1936 va implicar-se intensament en el desenvolupament dels museus de Sitges. Coneixia bé el medi artístic sitgetà així com la gran importància de les col·leccions artístiques del Cau Ferrat. En el moment en què es va conèixer el llegat de Rusiñol, va elaborar el primer informe que va adreçar al President de la Generalitat, en Francesc Macià, per tal d'ajudar l'Ajuntament de Sitges a la museïtzació de les col·leccions i a la governabilitat i la gestió del museu.
Folch va aconseguir l'entrada del museu del Cau Ferrat dins del sistema museogràfic de Catalunya vinculat al Museu Nacional d'Art i el va dotar d'una estructura de gestió moderna i eficaç com una institució cultural amb potencialitats de creixement. Va incorporar la col·lecció Plandiura de forja i va instal·lar la col·lecció de marineria de l'Emerencià Roig i Raventós, donada a Sitges l'any 1935, articulant l'ordenació museística i patrimonial de la vila de Sitges.
Dins la línia d'especialització va situar el Museu d'Arqueologia de Barcelona en el que havia estat palau de les Arts Gràfiques durant l'exposició, i va crear el Museu d'Arts Decoratives al Palau de Pedralbes el 1932 i va crear les bases del futur Museu de Música amb la important col·lecció d'instruments de la seva esposa Orsina Baget.
El 1932 va adquirir la fonamental col·lecció d'art de Lluís Plandiura per culpa dels problemes econòmics del col·leccionista. Plandiura es va adreçar al seu antic contrincant en la lluita per les col·leccions de peces medievals per oferir que les seves obres restessin al museu català. Era una oportunitat que no es volia deixar escapar, tal com Folch defensava: "cal comprar la col·lecció Plandiura per tal com aquesta ha estat formada de tot allò que el Museu de l'Art Nacional de Catalunya hauria hagut de comprar i no ha pogut comprar". La col·lecció formada per 1.869 peces es va valorar en set milions de pessetes.
Amb aquesta operació es tancaven antigues ferides entre la institució i l'industrial col·leccionista, un fet que el mateix Folch va escenificar en una carta oberta que va publicar a la revista Destino uns anys després.
També en aquest període va crear el Butlletí dels Museus d'Art de Barcelona el 1931, des d'on s'informava sobre l'activitat museística i s'exercia la divulgació mitjançant estudis força aprofundits.
En paraules de l'historiador Francesc Fontbona: "La quantitat de coses essencials que Folch i Torres va fer en aquells pocs anys és definitiva, sense deixar de practicar la divulgació, ara normalment des del diari La Vanguardia".

### Guerra civil

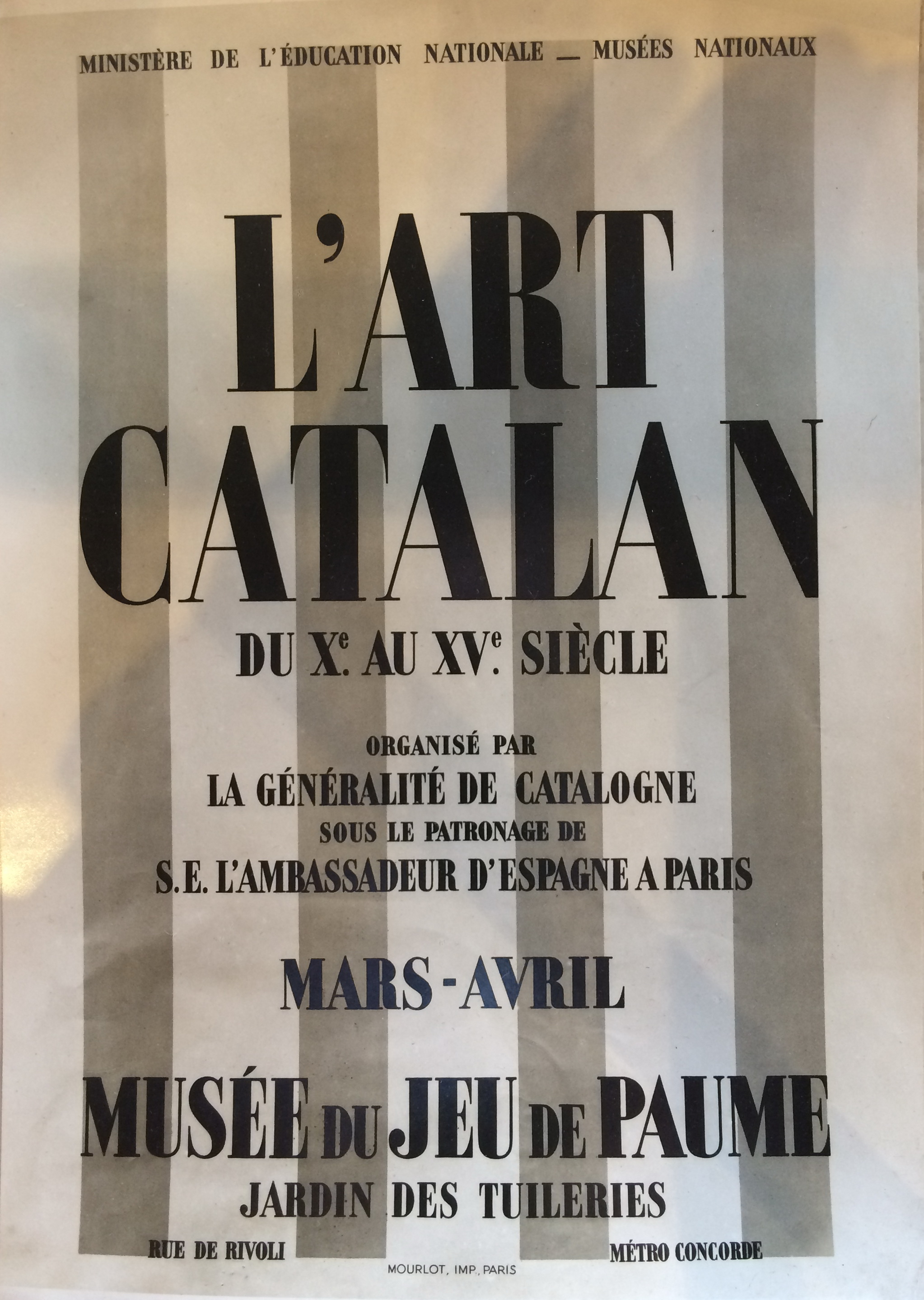
Anunci de l'exposició organitzada per Joaquim Folch i Torres per traslladar a París el patrimoni artístic medieval

Però el procés de normalització museística va quedar interromput per l'inici de la guerra civil. D'altra banda, amb la contesa es van produir els primers actes vandàlics a esglésies i habitatges particulars. Des dels primers dies les autoritats catalanes van prendre mesures per salvaguardar elements patrimonials i arxius tant institucionals com particulars.
Joaquim Folch, en la seva qualitat de director del museu d'art, va liderar amb tenacitat les tasques de salvament dels tresors dels museus per allunyar-los de la guerra i dels possibles espolis. Per un costat, va organitzar una exposició de l'art català medieval a París i després a Maisons-Laffitte. Per altre costat, va traslladar la resta d'obres a la casa Solà Morales d'Olot, on també estava instal·lat l'equip de restauradors, amb Manuel Grau, Anton Poveda i Domènec Xarrié, qui de jove li havia restaurat la col·lecció d'instruments musicals i pare del futur director del Centre de Restauració de Béns Mobles de Catalunya quan Catalunya va recuperar l'autonomia, Josep Maria Xarrié.
La victòria franquista del 1939 li va suposar haver de retornar el patrimoni i una nova destitució. El 23 d'octubre de 1939 va ser citat pel Tribunal de Depuració de Funcionaris Municipals, de l'Auditoria de Guerra de la 4a. Regió Militar. Fou processat en un judici sumaríssim acusat del delicte «de auxilio a la rebelión armada» pels articles que havia escrit en defensa del patrimoni. Fou condemnat a la pena de dotze anys i un dia de reclusió temporal, commutada per la de tres anys de presó menor, imposada el 9 de juliol de 1942. A l'edat de cinquanta-sis anys, era cessat, sense sou, com a funcionari municipal del servei actiu. No va tornar a dirigir cap més museu. Joaquim Folch i Torres va patir les conseqüències de la desfeta dels valors cívics i culturals en què s'havia format i que havien inspirat la seva tasca i la seva vida.

## Obra escrita

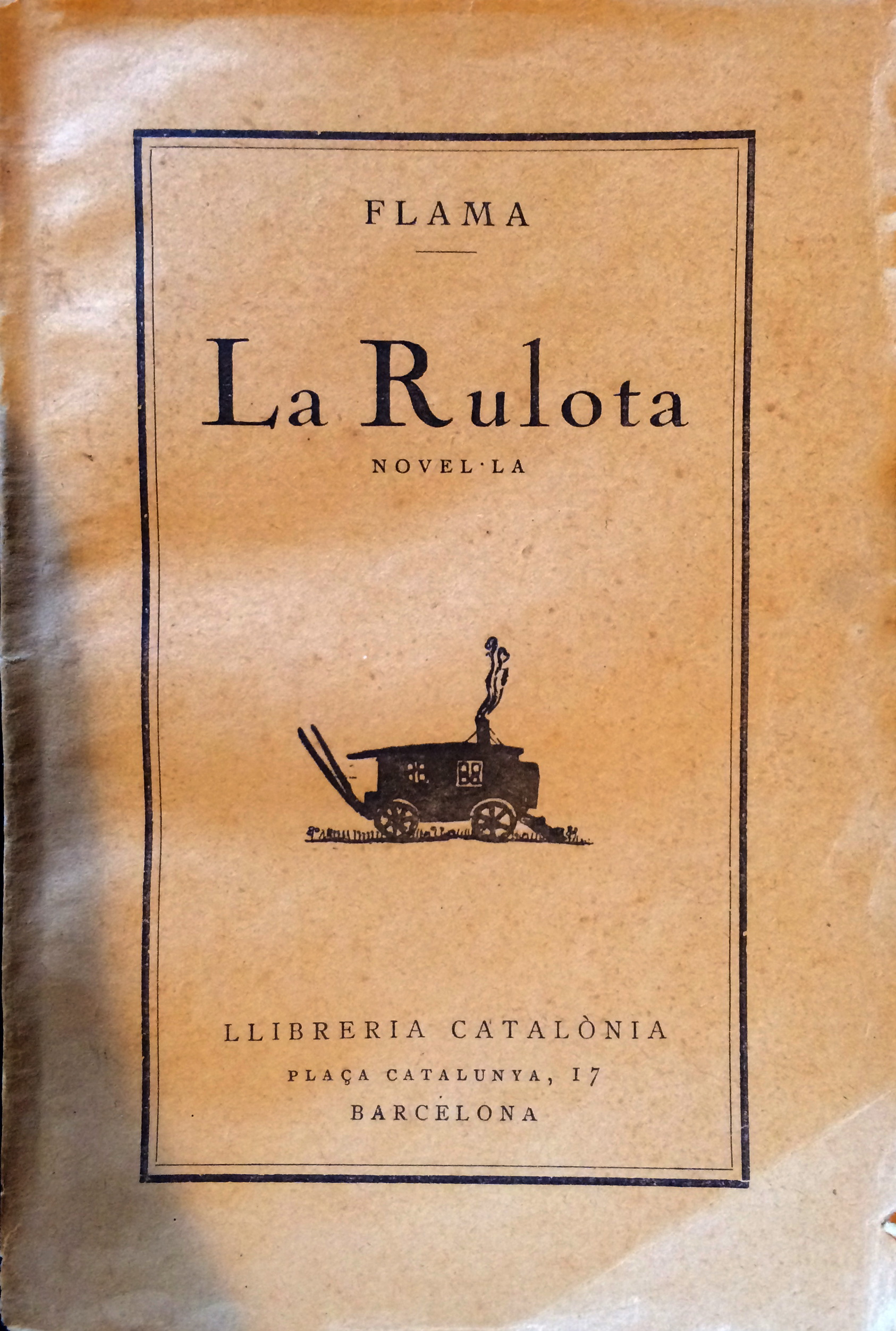
Portada de "La Rulota", 1924

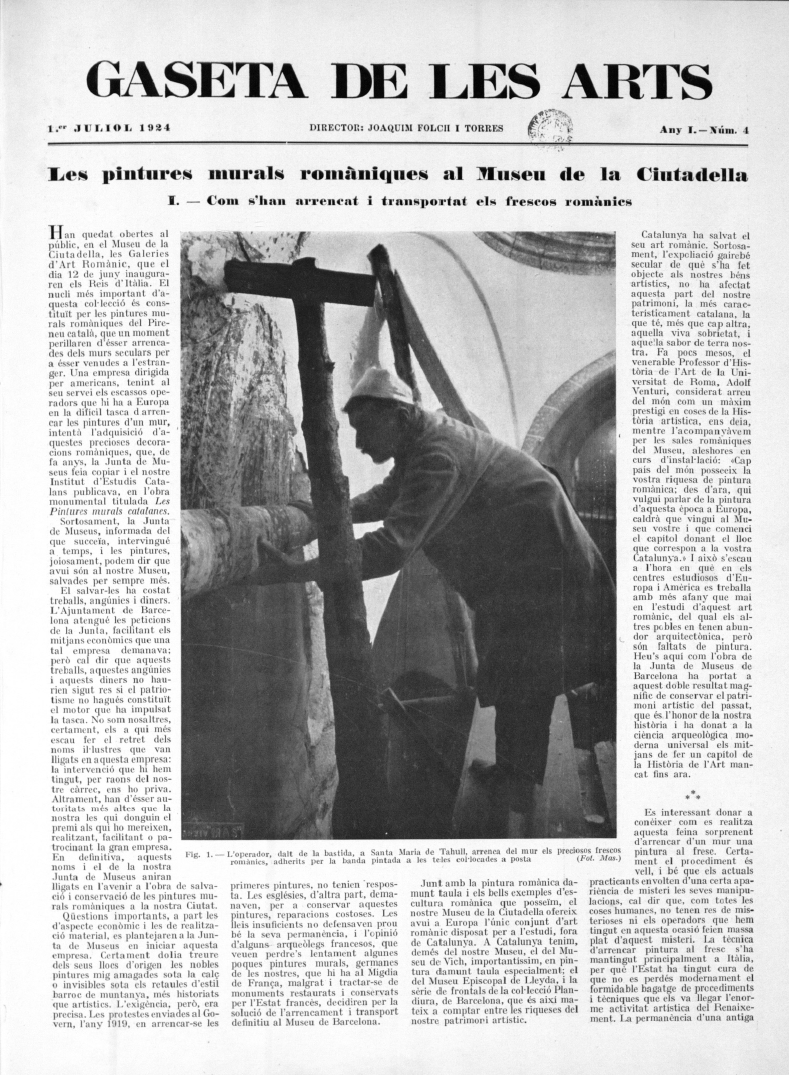
Portada de "La Gaseta de les Arts", 1924

Va escriure un parell de novel·les de joventut: Les dues mares presentada a un concurs el 1924 i que no es va publicar, i La Rulota, de 1925.
També va escriure poesia, publicades en diferents revistes entre 1900 i 1926. Amb la poesia Paraules de l'espòs va guanyar la Flor Natural als Jocs Florals el 1908, que se celebraren a Badalona. També va guanyar els Jocs Florals d'Olot de 1917 i els seus versos van aparèixer en diverses publicacions comarcals. Als anys 1950 va publicar una antologia de la seva obra poètica.
Dins la seva producció escrita com a historiador, destaca per ser el creador i director de la «Pàgina Artística» -denominada «Vida Artística» des de 1929- de La Veu de Catalunya (1909-1922; 1927-1930), que tanta influència va exercir en l'orientació estètica del Noucentisme. Com a seguidor de Puig i Cadafalch i la seva visió vernacla de l'arquitectura catalana en la domus romana, Folch va escriure des d'aquesta publicació una col·lecció d'articles sobre el tema.
També va ser director de Vell i Nou i el creador de la revista especialitzada Gaseta de les Arts (1924-1930), on va desplegar el seu perfil com a divulgador i historiador de l'art. L'obra va tenir un període d'intensa dedicació de Folch amb continguts dedicats a l'art català fins al 1926, amb l'entrada de la Dictadura, quan una nota va informar del canvi a l'editorial David. Folch s'allunya de la publicació després de la seva destitució i, al cap de pocs mesos, la revista va canviar d'idioma i temàtica amb una sèrie anomenada El Tesoro Artístico de España. Al final de la Dictadura, Folch torna a publicar articles, cap al 1930.
Un cop al front de la direcció del Museu Nacional va crear l'eina científica i de divulgació que requeria una empresa de tal transcendència: el Butlletí dels Museus d'Art de Barcelona (1931-1937).
Entre 1934 i juliol de 1936 va publicar regularment articles de divulgació d'art a la secció «Museus i Col·lecciones» del diari La Vanguardia.
Una de les obres destacades per la seva dimensió és el "Resum de la Història General de l'Art" (1926) en 7 volums.
Cal afegir, en aquesta línia, les col·laboracions als Anuaris de l'IEC, algunes publicades com a llibre, com el treball «L'Alba de l'abat Biure», i els seus escrits a la revista Destino (1952-1963), recollides en una antologia dels articles, l'any 2009.
Les obres publicades de Joaquim Folch i Torres són:

| Imatge                                                | Dades                                                      | Dades | Imatge | Dades                                               | Dades                                               |
| ----------------------------------------------------- | ---------------------------------------------------------- | --- | --- | --------------------------------------------------- | --------------------------------------------------- |
|                                                       | La llei de les formes                                      | La llei de les formes | [[Fitxer:\|150px]] | Sobre l'Art del Moble a Catalunya                   | Sobre l'Art del Moble a Catalunya                   |
| 1912                                                  | Tipografia Vives, Sabadell                                 | 1913 | [[Fitxer:\|150px]] | Impremta Elzeviriana, Barcelona                     |                                                     |
|                                                       |                                                            | | |                                                     |                                                     |
|                                                       |                                                            | | |                                                     |                                                     |
|                                                       | Meditacions sobre l'arquitectura                           | Meditacions sobre l'arquitectura | | L'Alba de l'abat Biure                              | L'Alba de l'abat Biure                              |
| 1917                                                  | Publicacions de La Revista, Barcelona                      | 1920 | Junta de Museus, Barcelona |                                                     |                                                     |
|                                                       |                                                            | | |                                                     |                                                     |
| ..                                                    | ..                                                         | ... | ... |                                                     |                                                     |
|                                                       | El pintor Martí i Alsina                                   | El pintor Martí i Alsina | | Notícia sobre la ceràmica de Paterna                | Notícia sobre la ceràmica de Paterna                |
| 1920                                                  | Junta Municipal d'Exposicions, Barcelona                   | 1921; 1931 | Publicacions de la Junta de Museus, Barcelona |                                                     |                                                     |
|                                                       |                                                            | | |                                                     |                                                     |
| Els precedents artístics. L'home i l'artista. L'obra. | Els precedents artístics. L'home i l'artista. L'obra.      | Analitza els materials procedents de les excavacions del 1908 a 1911, adquirits per la Junta de Museus. Aquesta publicació el portà a participar en el Congrés d'Història de l'Art amb la comunicació «Une série nouvelle de céramique hispano-arabe découverte à Paterna» (París, 1921-1923) | Analitza els materials procedents de les excavacions del 1908 a 1911, adquirits per la Junta de Museus. Aquesta publicació el portà a participar en el Congrés d'Història de l'Art amb la comunicació «Une série nouvelle de céramique hispano-arabe découverte à Paterna» (París, 1921-1923) |                                                     |                                                     |
|                                                       | Arte Romànico. Catalogo                                    | Arte Romànico. Catalogo | | Els antics vidres esmaltats catalans                | Els antics vidres esmaltats catalans                |
| 1926                                                  | Junta de Museus, Barcelona                                 | 1926 | Ed. Políglota, Barcelona |                                                     |                                                     |
|                                                       |                                                            | Col·lecció «El Tresor Artístic de Catalunya» | |                                                     |                                                     |
|                                                       |                                                            | | |                                                     |                                                     |
|                                                       | Santiago Marco                                             | Santiago Marco | | El Retaule de la Confraria dels Revenedors          | El Retaule de la Confraria dels Revenedors          |
| 1926                                                  | Monografies d'Art, Barcelona                               | 1926 | Llibreria Catalònia, Barcelona |                                                     |                                                     |
|                                                       |                                                            | Col·lecció «El Tresor Artístic de Catalunya» | |                                                     |                                                     |
|                                                       |                                                            | Un estudi sobre el, també conegut, com Retaule de Sant Miquel on Folch atribueix l'obra a Jaume Huguet i no a la família Vergós com havia defensat l'historiador Sanpere i Miquel. | |                                                     |                                                     |
|                                                       | Resum de la Història General de l'Art                      | Resum de la Història General de l'Art | [[Fitxer:\|150px]] | La ceràmica                                         | La ceràmica                                         |
| 1927-1928                                             | Editorial Vidal, Barcelona                                 | 1928 | [[Fitxer:\|150px]] | Editorial David, Barcelona                          |                                                     |
|                                                       |                                                            | | |                                                     |                                                     |
| En 2 volums                                           |                                                            | | [[Fitxer:\|150px]] |                                                     |                                                     |
|                                                       | Les pintures murals romàniques de Santa Maria de Tahull    | Les pintures murals romàniques de Santa Maria de Tahull | | La capella de Sant Jordi al Palau de la Generalitat | La capella de Sant Jordi al Palau de la Generalitat |
| 1931                                                  | Industrias del Papel, Barcelona                            | 1931 | Industrias del Papel, Barcelona |                                                     |                                                     |
| Col·lecció «El Tresor Artístic de Catalunya»          | Col·lecció «El Tresor Artístic de Catalunya»               | Col·lecció «El Tresor Artístic de Catalunya» | Col·lecció «El Tresor Artístic de Catalunya» |                                                     |                                                     |
|                                                       |                                                            | | |                                                     |                                                     |
|                                                       | Frontales románicos catalanes del Museu d'Art de Catalunya | Frontales románicos catalanes del Museu d'Art de Catalunya | | L'Art Catalan du Xe. au XVe. siècle                 | L'Art Catalan du Xe. au XVe. siècle                 |
| 1934                                                  | Junta de Museos, Barcelona                                 | 1937 | Ed.Chadwyck-Healey, Cambridge |                                                     |                                                     |
|                                                       |                                                            | | |                                                     |                                                     |
|                                                       |                                                            | Es tracta del catàleg de l'exposició de París durant la guerra civil espanyola. | |                                                     |                                                     |
|                                                       | Poesies                                                    | Poesies | | La pintura romànica sobre fusta                     | La pintura romànica sobre fusta                     |
| 1950                                                  | Impremta Tipografia Empòrium, Barcelona                    | 1956 | Editorial Alpha, Barcelona |                                                     |                                                     |
|                                                       |                                                            | Col. Monumenta Cataloniae. Vol.IX | |                                                     |                                                     |
|                                                       |                                                            | Es tracta del catàleg de l'exposició de París durant la guerra civil espanyola. | |                                                     |                                                     |
|                                                       | L'Art Català                                               | L'Art Català | | Fortuny                                             | Fortuny                                             |
| 1957-1961                                             | Aymà, Barcelona                                            | 1962 | Asociación de Estudios Reusenses, Reus |                                                     |                                                     |
| 2 volums                                              |                                                            | | |                                                     |                                                     |
|                                                       |                                                            | | |                                                     |                                                     |

### Diaris on publicà contes
- Lo Conceller, 1898
- La Renaixensa. Diari de Catalunya, 1899-1904
- Gent Nova, 1900-1912
- En Patufet, 1905-1938
- La Veu de Catalunya, 1902-1906

### Diaris on publicà poesies
- Lo Conceller, 1898
- L'Atlàntida, 1899-1900
- El Poble Català, 1907-1909
- Gent Nova, 1907-1912[20]
- De tots colors, 1908
- Revista Catalana, 1909
- La Veu de Catalunya, 1909-1919
- Revista de Catalunya, 1912
- Calendari d'En Patufet, 1913-1920
- D'Ací i d'Allà, 1918-1920
- Llegiu-me, 1926
- Foc Nou, Reus[20]
- El Dia, Terrassa[20]
- El Baluart de Sitges[20]

## Premis i reconeixements
Entre altres guardons i nomenaments cal destacar:
- 1926 Membre de l'Institut Francès d'Arqueologia i Art Musulmà de Damasc
- 1928 Membre del College Art Association of America
- 1933 Membre de l'Acadèmia de Belles Arts de Portugal[79]
- 1933 Soci honorari dels Amics dels Museus de Catalunya[79]
- 1935 Membre de The Hispanic Society of America[79]
- 1942 Membre de l'Institut d'Estudis Catalans (Secció Històrico-Arqueològica)
- 1961 Acadèmic de la Reial Acadèmia Catalana de Belles Arts de Sant Jordi[79]